# Felipe Melo
Felipe Melo de Carvalho (Barra Mansa, 26 de junho de 1983) é um ex-futebolista brasileiro que atuava como volante ou zagueiro. Atualmente é comentarista da TV Globo e participa da bancada do programa Seleção SporTV.

## Carreira

### Flamengo
Felipe Melo atuou nas categorias de base do Volta Redonda, mas começou sua carreira profissional no Flamengo em 2001, tendo participado, naquele mesmo ano, das conquistas do Campeonato Carioca e da Copa dos Campeões, esta última realizada em Maceió.

### Cruzeiro
Em 2003, foi vendido ao Cruzeiro. Sob o comando de Vanderlei Luxemburgo, o jogador fez parte do time que conquistou a tríplice coroa — três títulos em uma mesma temporada. Primeiramente a Raposa foi campeã do Campeonato Mineiro, posteriormente da Copa do Brasil, numa final contra o Flamengo, ex-clube de Felipe Melo, e mais adiante, o time também foi campeão do Campeonato Brasileiro.

### Grêmio
No ano de 2004, Felipe Melo foi contratado pelo Grêmio. Com a crise cada vez maior se instalando no clube e o rebaixamento inevitável, o rendimento de Felipe foi péssimo, assim como o restante dos jogadores. O volante foi dispensado após um escândalo em janeiro de 2005, onde se envolveu numa briga na Avenida Lúcio Costa, na Barra da Tijuca, zona oeste do Rio de Janeiro.

### Futebol espanhol
Comprado pelo Mallorca no início de 2005, Felipe passaria os três anos seguintes de sua carreira jogando em clubes de menor expressão do futebol espanhol, que além do Mallorca, também incluíam o Racing de Santander e o Almería.

### Fiorentina
Finalmente, em meados de 2008, a chance de atuar por um clube de maior expressão surgiu, quando Felipe foi contratado pela Fiorentina, da Itália.

### Juventus
Na janela de verão de 2009, Felipe Melo renovou com a Fiorentina, inserindo uma cláusula de rescisão em seu contrato. Inicialmente uma prova de que o volante iria continuar por mais algumas temporadas a serviço da Viola, o que acabou acontecendo foi exatamente o contrário. Após semanas de especulações, Felipe foi contratado pela Juventus no dia 14 de julho, em um negócio envolvendo um valor em dinheiro e os direitos do meio-campista Marco Marchionni. O clube de Turim pagou uma multa rescisória no valor de 25 milhões de euros, equivalente a 70 milhões de reais, e o brasileiro tornou-se um dos jogadores brasileiros mais caros da história até então. Apesar de um início brilhante pela Juve, a primeira metade da temporada 2009–10 foi para esquecer. O jogador marcou seu primeiro gol pela equipe no dia 30 de agosto, numa vitória por 3–1 contra a Roma, fora de casa. Em dezembro, num eletrizante Derby D'Italia em casa, Felipe foi expulso por dar uma cotovelada no atacante Mario Balotelli, da Internazionale. O incidente provocou uma discussão entre seu companheiro de equipe Gianluigi Buffon e o volante da Inter Thiago Motta, e ambos tiveram de ser separados pelos jogadores das duas equipes.
Já na temporada 2010–11, Felipe Melo teve boa atuação em outubro e foi fundamental na vitória sobre o Milan, no San Siro, e com isso foi eleito homem do jogo.

### Galatasaray

#### 2011–12

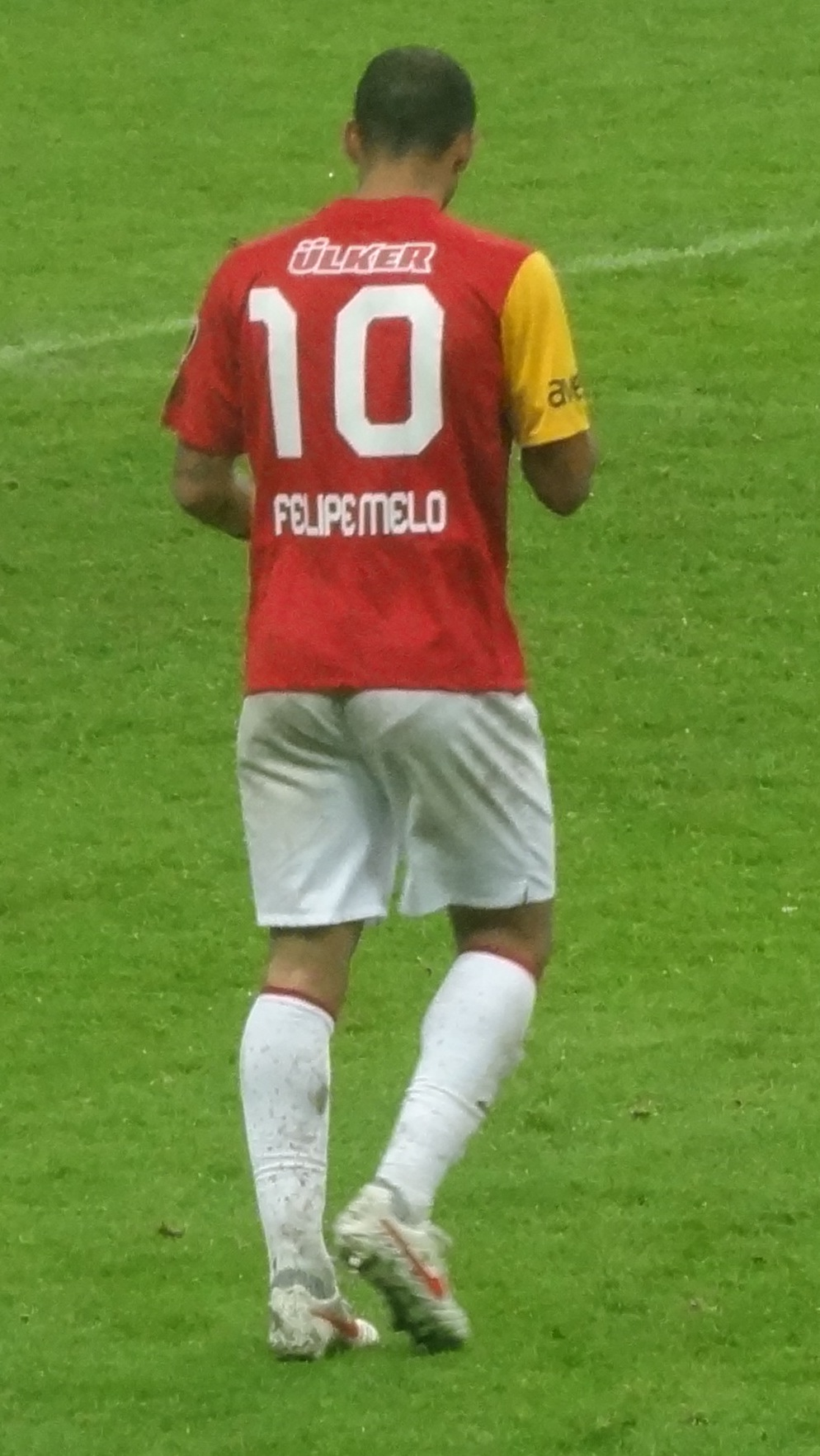
Felipe Melo atuando com a camisa 10 do Galatasaray

Com a má fase vivida, a Juventus admitiu estar interessada em emprestar o jogador para qualquer outro time, para esvaziar mais o elenco, depois de semanas de negociações, em 22 de julho de 2011 Felipe foi emprestado por uma temporada ao Galatasaray. Ele concordou com um contrato em que o salário anual seria de 3 milhões e 300 mil euros, mais um bônus de aparentemente 30 mil euros, substituindo Lorik Cana como o novo volante da equipe. Ele foi atribuído ao apelido de "Pitbull" pelos torcedores da equipe por causa de seu estilo de jogo apaixonante, o que também ajudou a se tornar rapidamente um favorito dos torcedores, diz-se que ele mostrou o respeito mútuo de volta com sua tatuagem do mascote do clube, um leão, em seu braço. Mas isso não é verdade, porque, em sua própria declaração, ele afirma que esta é uma coincidência, e que ele fez a tatuagem devido ao fato de que, no Brasil, um leão representa Jesus Cristo. O brasileiro recebeu a camisa 10, anteriormente utilizada por jogadores como Arda Turan, Metin Oktay e Gheorghe Hagi.
Marcou seu primeiro gol pela equipe no dia 18 de setembro, contra Samsunspor, em um chute de fora de área de 35 metros. O jogador viveu uma fase artilheira e marcou 12 gols em 36 jogos da Süper Lig, e no final da temporada, esteve entre o plantel campeão.
Em abril de 2012, Melo começou em um campo de treinamento busto-up com o colega Albert Riera, os dois entraram em uma briga sobre a contestação de Melo e Riera foi forçado a ir para o médico Bahcelievler Parque hospital. Posteriormente, ambos foram multados e reintegrados à equipe.

#### 2012–13

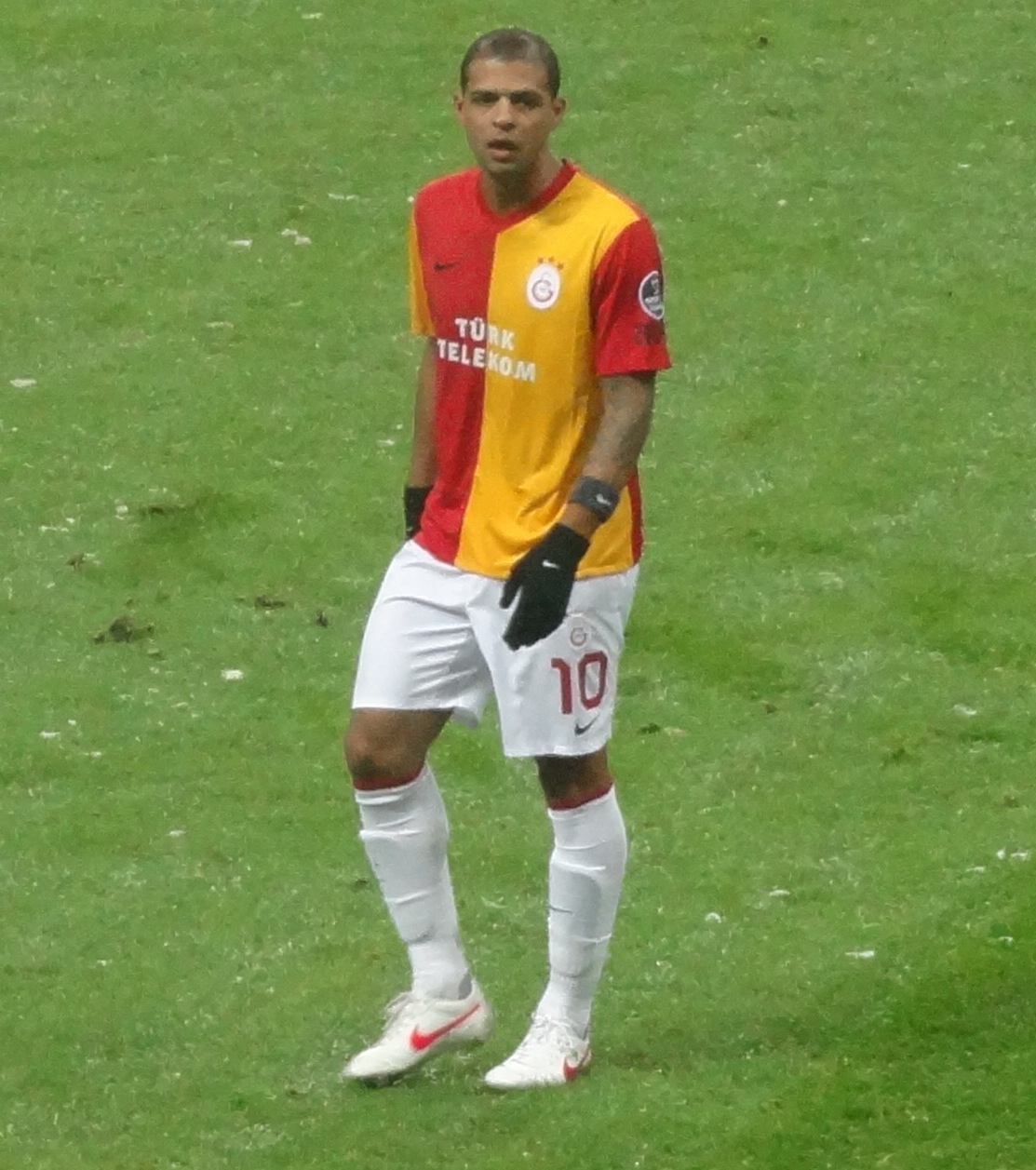
Felipe Melo em 2012

Melo era esperado para fazer uma mudança permanente para o Galatasaray, porém, em 24 de julho negociações de transferência de taxas entre o clube e Juventus quebrou devido ao clube turco solicitando uma taxa mais baixa para o jogador. Em 14 de agosto, os dois clubes foram capazes de concordar outro acordo de empréstimo enviando Melo para a Turquia para a temporada de 2012–13, por 1 milhão e 750 mil euros, incluindo a opção a ser exercida pelo Galatasaray até 30 de abril de 2013, para a aquisição permanente do jogador, por um preço de 6,5 milhões de euros. Melo também teve um corte de salário para 2 milhões e 900 mil euros, com um bônus baseado em 25 mil euros.
Em 24 de novembro, depois da expulsão do goleiro Fernando Muslera, que cometeu um pênalti aos 44 minutos do segundo tempo, Felipe Melo foi para a meta substituir o uruguaio e acabou bem-sucedido, ao defender a cobrança, que daria ao Elazığspor o empate. Dessa maneira, o Galatasaray saiu vitorioso da partida. Após esse "feito", o clube lançou uma camisa de goleiro personalizada para o volante: com o número um e o seu nome, o traje ainda tem um pitbull, apelido do brasileiro no país, na frente. Além do novo "uniforme", o brasileiro ainda ganhou luvas personalizadas.
Em 27 de janeiro de 2013, nas estreias de Dentinho pelo Beşiktaş e, principalmente, de Wesley Sneijder pelo Galatasaray, Felipe Melo cuspiu em Oğuzhan Özyakup, jogador dos Kara Kartallar, o que causou sua expulsão no clássico. Apesar disso, seu time saiu vencedor por 2–1.

#### 2013–14
Em julho de 2013, o Galatasaray adquiriu seu passe em definitivo — o clube turco pagou 4,5 milhões de euros (R$ 11 milhões) para a Juventus.

### Internazionale
Após passar quatro anos na Turquia, Felipe assinou contrato com a Internazionale no dia 31 de agosto de 2015, em um negócio que envolveu a venda do também brasileiro Hernanes para a Juventus.

### Palmeiras

#### 2017–18

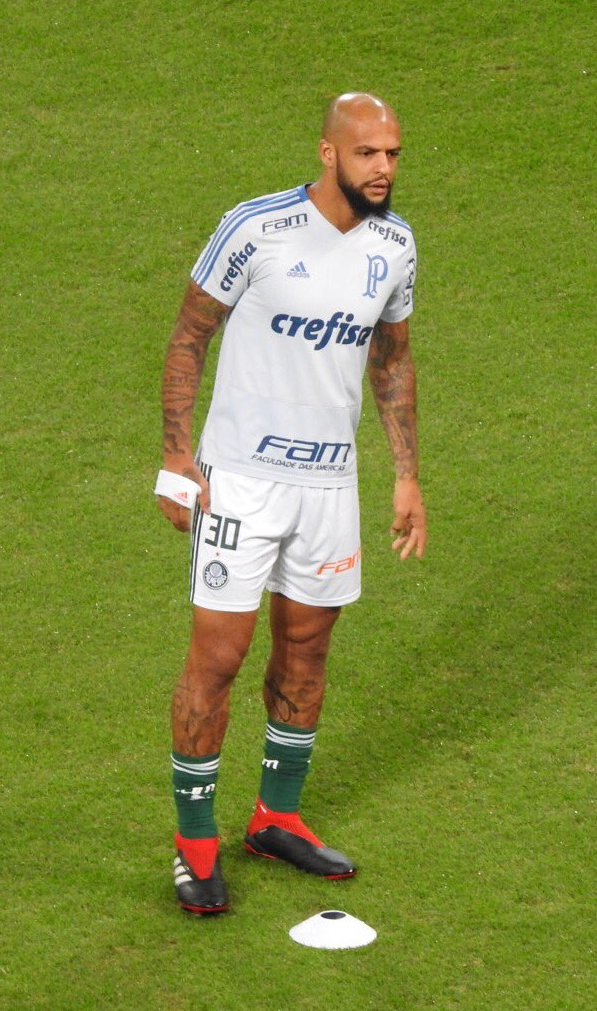
Felipe Melo em 2018, durante um jogo contra o Botafogo

Em 8 de janeiro de 2017, logo depois de rescindir com a Inter, Felipe Melo assinou contrato por três temporadas com o Palmeiras.
No dia 28 de julho, o técnico Cuca comunicou ao atleta e ao elenco que não o relacionaria para o jogo contra o Avaí, no dia seguinte (sábado), devendo ficar afastado. Após a partida, o treinador confirmou na entrevista coletiva que o volante não fazia mais parte dos planos e que estava liberado para procurar outra equipe, pois não teria mais espaço e não se encaixa no esquema de jogo, podendo não aceitar a reserva e arranjar problemas futuramente. O que também pesou para o afastamento definitivo do atleta foi um áudio vazado, em que Felipe critica o técnico Cuca, sem o citar, usando termos como "mau-caráter" e "mentiroso" e dizendo que, com ele, não vestiria mais a camisa alviverde. O atleta treinou separado do elenco, em horários alternativos, e aguardou ofertas de outros clubes interessados, o que não ocorreu.
No dia 23 de agosto, o diretor de futebol do Palmeiras, Alexandre Mattos, promoveu uma reunião entre Felipe Melo e o técnico Cuca, o primeiro encontro entre os dois após o vazamento do áudio polêmico, para tentar uma reconciliação entre o atleta e o técnico para que o mesmo seja reintegrado ao elenco. Já no dia 4 de setembro, Felipe foi reintegrado ao elenco do Palmeiras.
Em 2018, durante o Campeonato Paulista, o volante obteve 18 desarmes em apenas quatro jogos durante a fase de grupos, tendo um aproveitamento de 4,5 roubos de bola por rodada, superando Ronaldo, do Flamengo, com 3,7 de média.

#### 2019

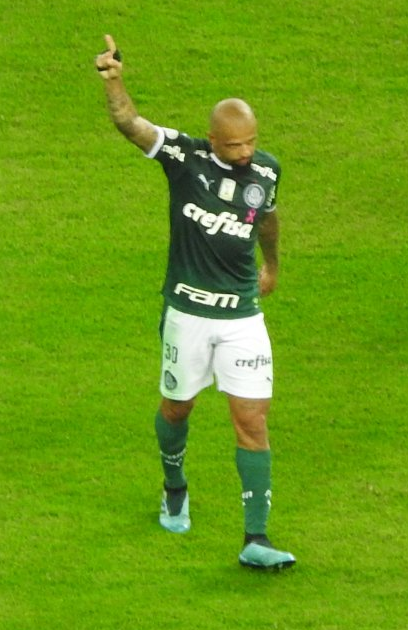
Felipe Melo com o Palmeiras em 2019

Felipe Melo completou 100 jogos pelo clube no dia 24 de março, ao atuar contra o Grêmio Novorizontino na primeira partida das quartas-de-final do Campeonato Paulista.
Em junho, assinou um novo contrato com o Palmeiras até o fim de 2021.

#### 2020–21
No dia 8 de agosto de 2020, o Verdão conquistou o Campeonato Paulista sobre o rival Corinthians após um empate por 1–1 no agregado, com direito a vitória por 4–3 nos pênaltis. Com essa conquista, Felipe Melo — que atuou como zagueiro e foi o capitão do time — ergueu sua primeira taça pelo clube alviverde. Além disso, foi considerado o melhor zagueiro e o Craque da Galera.

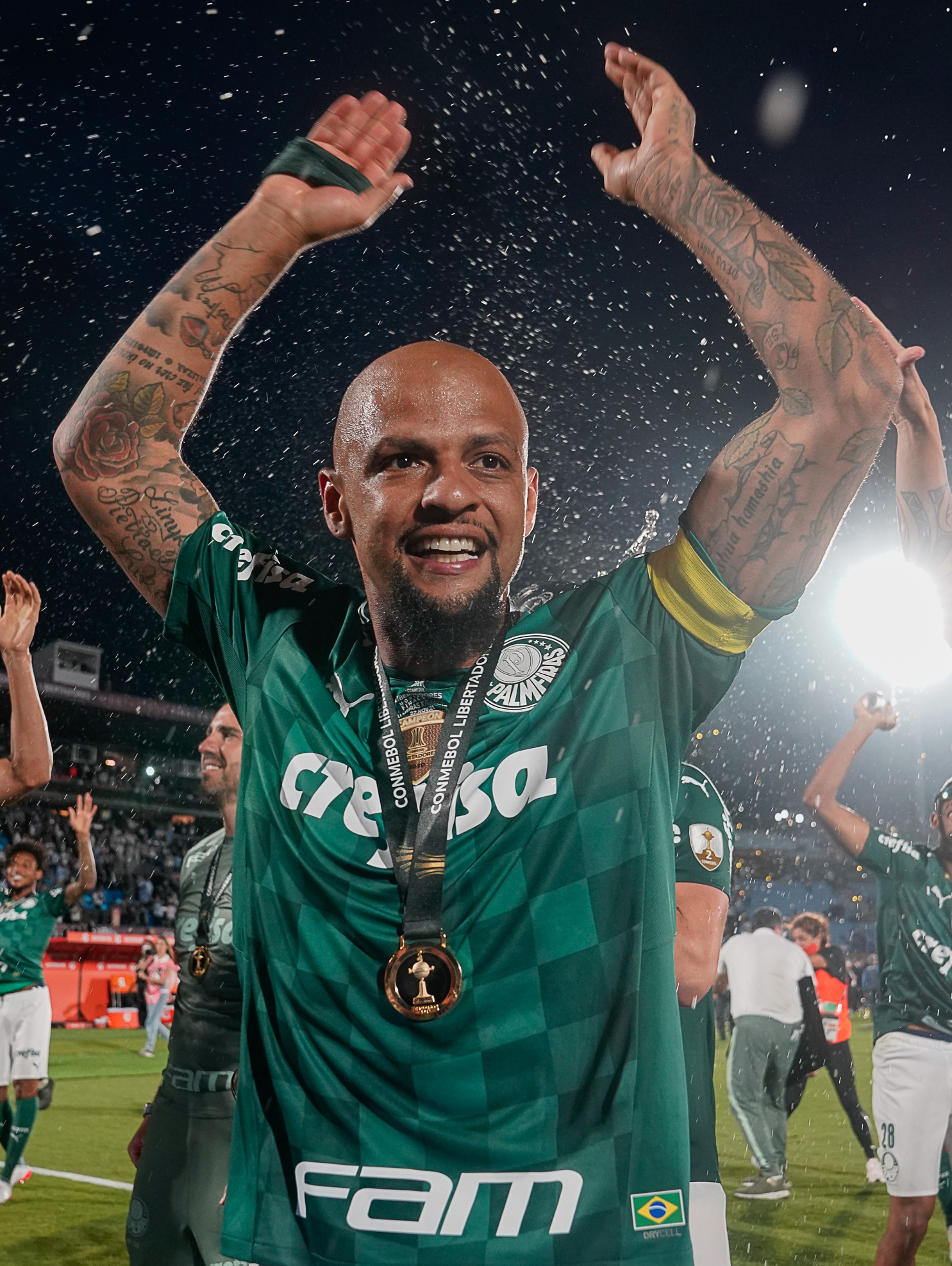
Felipe Melo comemorando o título da Libertadores de 2021

Em 30 de janeiro de 2021, o Palmeiras venceu o Santos por 1–0 no Maracanã e conquistou a Libertadores da América. Felipe Melo, que entrou no final do jogo, mas foi capitão do time durante a temporada, levantou a taça da competição continental com o companheiro de equipe Gustavo Gómez. No dia 11 de fevereiro, Felipe Melo desperdiçou o último pênalti na decisão do terceiro lugar do Mundial de Clubes contra o Al Ahly. O Verdão terminou o Mundial em quarto lugar.
Já recuperado da lesão, foi titular e capitão nos dois jogos da final da Copa do Brasil contra o Grêmio. O Palmeiras ganhou as duas partidas de decisão e se sagrou tetra campeão, com Felipe Melo levantando a taça mais uma vez.
Em outubro de 2021, Melo fez o gol da vitória por 2–1 do Palmeiras contra o Sport pela 28ª rodada do Campeonato Brasileiro, no Allianz Parque. Foi o gol de número 400 do Alviverde no estádio. Dias depois, o jogador recebeu uma placa em homenagem pelo feito.
Em dezembro, dias após o título da Libertadores, a diretoria do Palmeiras anunciou que não renovaria o contrato de Felipe Melo, que terminaria no fim do mês. O clube publicou uma carta de homenagem e agradecimento ao jogador no seu site oficial. Felipe saiu do Palmeiras com 225 jogos, treze gols, e cinco títulos.

### Fluminense
Em dezembro de 2021, após não renovar contrato com o Palmeiras, foi anunciado como jogador do Fluminense ao assinar com o clube até o fim de 2023, e renovando seu contrato até o final de 2024. Em alusão aos 70 anos do título da Copa Rio de 1952, o jogador escolheu vestir a camisa 52.

#### 2022
Após um começo ruim, com a eliminação do Flu na fase preliminar da Libertadores para o Olimpia, Felipe transitou entre o time titular, atuando pela zaga, e o reserva, sendo o principal substituto do volante André. O jogador foi fundamental na conquista do Campeonato Carioca sobre o seu ex-clube Flamengo, sendo um pilar emocional e uma das principais lideranças do grupo, ao lado de Nino e do experiente Fábio.
Felipe Melo seguiu oscilando entre os times titular e reserva, porém, ao final da temporada, era considerado titular na zaga do time do técnico Fernando Diniz. O Fluminense fez excelente campanha no Campeonato Brasileiro e atingiu as semifinais da Copa do Brasil, sendo eliminado pelo Corinthians. O jogador, no entanto, marcou um gol contra na partida de volta.

#### 2023
O atleta continuou no Fluminense na temporada 2023, permanecendo para a disputa da Copa Libertadores, agora direto da fase de grupos. Nesse ano alterou o número de sua camisa para 30, o qual utilizou em seu período atuando pelo Palmeiras.
Com Diniz e atuando pela zaga, Felipe Melo se tornou titular absoluto no tricolor, disputando quase todas as partidas, exceto quando era poupado por lesão ou problemas no joelho. Com seu bom passe e lançamentos qualificados, o atleta se adaptou ao estilo de jogo do treinador de forma rápida, além de colaborar muito na base da força física e da vibração dentro de campo.
O jogador foi peça fundamental na campanha do bicampeonato carioca pelo clube, sendo um dos capitães do time, novamente ao lado de Nino, e principalmente na conquista inédita da Copa Libertadores pelo Fluminense, a terceira de sua vitoriosa carreira. Na campanha do Brasileirão, Melo marcou um gol na vitória por 2–0 sobre o Bragantino, no dia 5 de junho, no Maracanã.

#### 2024
Em dezembro, o presidente do Fluminense, Mário Bittencourt, anunciou em entrevista coletiva que o clube não renovaria o contrato de Felipe Melo. O jogador tinha o desejo de permanecer no Fluminense para a disputa do Mundial de Clubes de 2025, e por conta do papel de liderança que vinha exercendo nos últimos anos, a diretoria cogitou mantê-lo por mais alguns meses. No entanto, a ideia foi descartada pelo entendimento de que, aos 41 anos, Felipe não teria tanto espaço na equipe.

### Aposentadoria
No dia 24 de janeiro de 2025, aos 41 anos de idade, Felipe Melo anunciou oficialmente sua aposentadoria do futebol.
Em suas redes sociais, declarou:
| “ | Hoje, encerro um dos capítulos mais importantes da minha vida: minha carreira como jogador de futebol. Foram anos incríveis, de muitas batalhas e conquistas, mas acima de tudo, anos em que vi o propósito de Deus se cumprindo em cada passo que dei. Tudo o que vivi, cada momento, foi guiado pela mão d’Ele, e sou eternamente grato pelo privilégio de ter feito o que amo. A minha força sempre veio da fé, do amor e da misericórdia de Deus. Nos momentos mais difíceis, Ele esteve comigo, me levantou, e nos momentos de glória, me lembrou de ser grato. Agradeço a todos os clubes que tive o prazer de atuar, aos torcedores, que foram o combustível da minha caminhada, aos meus companheiros, todas as pessoas que marcaram essa jornada e à minha família, que sempre acreditou em mim. Mas, acima de tudo, agradeço a Deus, que me deu o dom, a coragem e a oportunidade para viver tudo isso. Agora, sigo confiante para o próximo capítulo, porque sei que Ele continuará me guiando. Obrigado a todos que fizeram parte dessa história. Gratidão, Jesus, por ser único e suficiente em minha vida. Nunca deixem de sonhar grande, profetizar com convicção e agir, porque Ele realiza!! Permanece a FÉ! | ” |

Em entrevista à ESPN, o ex-atleta declarou que pretende se tornar treinador a partir de 2026.

## Seleção Brasileira

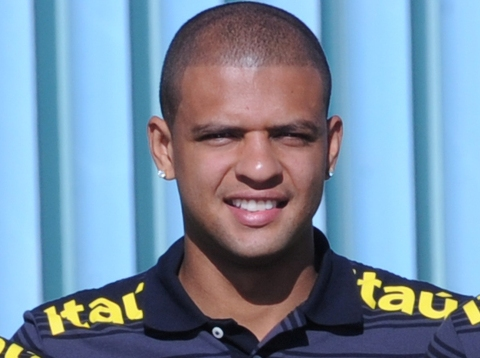
Felipe Melo em Brasília, pouco antes do embarque para a Copa do Mundo de 2010

Graças ao seu destaque na Fiorentina, foi convocado por Dunga para o amistoso da Seleção Brasileira diante da Itália, no dia 10 de fevereiro de 2009.
Foi novamente convocado por Dunga para defender o Brasil nas Eliminatórias da Copa do Mundo de 2010, nos jogos contra Equador e Peru, onde marcou seu primeiro gol com a camisa da Seleção Brasileira.
No ano de 2009, disputou a Copa das Confederações na África do Sul como titular absoluto.
Foi um dos convocados para a Copa do Mundo FIFA de 2010. Após a convocação, durante uma entrevista à ESPN, entrou numa discussão com o jornalista Paulo Vinícius Coelho quando perguntado sobre sua má atuação pela Juventus na temporada 2009–10. Já na disputa do Mundial, após um bom começo, foi considerado um dos principais culpados pela eliminação da Seleção Brasileira da Copa do Mundo, sendo expulso no jogo contra a Holanda nas quartas de final, em que o Brasil saiu derrotado por 2–1. Apesar das críticas, Felipe Melo fechou a primeira fase como o jogador que acertou mais passes em toda a copa (com 97% de aproveitamento).

## Pós-aposentadoria
Menos de um mês após anunciar sua aposentadoria, a Globo o contratou para ser o novo comentarista na bancada do programa Seleção SporTV.

## Polêmicas
Em maio de 2010, ainda quando jogava pela Juventus, desentendeu-se com o jornalista Paulo Vinícius Coelho, na época na ESPN Brasil, ao vivo via telefone no programa Bate-Bola. Posteriormente, o jogador desculpou-se por ter indagado, durante a discussão, se PVC era realmente um jornalista.
No dia 18 de junho de 2013, Felipe Melo, via Twitter, atacou o jornalista Renato Maurício Prado, do canal fechado Fox Sports. Respondendo à acusação de Prado, de que estaria "cavando" seu retorno ao Flamengo, o volante publicou as seguintes palavras:
| “ | Cansei de ser sacaneado por esse corno do Renato Maurício Prado. Deixei na minha Fan Page um recado para esse idiota. | ” |

No texto completo, publicado em sua página do Facebook, o atleta se referiu ao comentarista, entre outras palavras, como "babaca" e "covarde", além de tê-lo chamado de "corno mais famoso que existe na imprensa esportiva."
Em agosto, Prado entrou com um processo, na 32ª Vara Cível do Rio de Janeiro, contra o atleta, pedindo indenização por danos morais.
Em 23 de setembro de 2013, no clássico istambulita contra o Beşiktaş, mandante da partida, Felipe Melo, após ser expulso, provocou os torcedores do rival, os únicos presentes no Estádio İnönü de Beşiktaş. Tal fato causou uma invasão de campo pelos fãs dos Águias Negras, que chegaram a invadir o vestiário do Gala. Após o incidente, a Federação Turca de Futebol, por sua vez, estudou a possibilidade de punir o dono do estádio ou de o time de Melo ficará com os três pontos da vitória.
Em maio de 2014, de férias em Las Vegas, nos Estados Unidos, Felipe Melo e amigos foram alvo de uma piada pelo ex-jogador turco Coşkun Birdal e amigos enquanto ambos jantavam no mesmo restaurante na cidade norte-americana. Birdal e amigos passaram um bilhete escrito em turco dizendo "Fenerbahçe campeão", em referência a equipe rival que havia ganhado o campeonato turco da última temporada e arquirrival do Galatasaray, onde Melo atuava na época. Melo supostamente foi tirar satisfação com o grupo por não ter gostado da brincadeira. O caso acabou com um boletim de ocorrência feito pela polícia local.
No dia 5 de fevereiro de 2017, durante o programa Terceiro Tempo, Felipe teve uma discussão com Neto, ídolo do Corinthians, apresentador e comentarista da Band. Ao conceder uma entrevista para a Band na saída dos vestiários, Melo foi ríspido com Neto e chegou a citar Müller, outro ex-jogador que atua como comentarista. “Neto gosta de falar muita besteira, disse que o Felipe Melo é isso, é aquilo. Neto, vou falar uma coisa pra você: você é um bobão. Você que fala besteira”, afirmou.
Felipe Melo se mostrou irritado com críticas em relação à sua primeira entrevista no Palmeiras, quando citou que estaria disposto até a dar “tapa na cara de adversários”. “Eu falei de tapa na cara, e o Müller falou um monte de besteira também, eu já me desculpei com todo mundo. Foi uma situação que falei, posso ter exagerado, mas eu quis dizer que o Palmeiras não vai pipocar. Então acabou, não quero polêmicas. Neto, continue fazendo seu trabalho, que Deus abençoe e deixe eu viver minha vida. Eu vi uma vez o Marcão falando que o Neto jogou fora a primeira oportunidade como jogador, e agora está jogando a segunda”, disparou.
Em sua participação na emissora, Neto inicialmente evitou entrar em polêmicas. “Não quero dar resposta. Eu sou bobão com minha família, com meus filhos, mas eu agradeço a audiência. Ele joga no Palmeiras, em um grande clube, já pediu desculpas sobre o que disse? Parabéns.”, afirmou. No entanto, logo em seguida, Neto questionou a qualidade técnica do novo reforço palmeirense, que defendeu a Seleção Brasileira na Copa do Mundo de 2010. “Para mim é um jogador comum para medíocre”, analisou.

## Estatísticas
Atualizadas até 4 de novembro de 2023

### Clubes
| Clube               | Temporada         | Campeonato nacional | Campeonato nacional | Campeonato nacional | Copa nacional[a] | Copa nacional[a] | Copa nacional[a] | Competições continentais[b] | Competições continentais[b] | Competições continentais[b] | Outros torneios[c] | Outros torneios[c] | Outros torneios[c] | Total | Total | Total   |
| Clube               | Temporada         | Jogos               | Gols                | Assist.             | Jogos            | Gols             | Assist.          | Jogos                       | Gols                        | Assist.                     | Jogos              | Gols               | Assist.            | Jogos | Gols  | Assist. |
| ------------------- | ----------------- | ------------------- | ------------------- | ------------------- | ---------------- | ---------------- | ---------------- | --------------------------- | --------------------------- | --------------------------- | ------------------ | ------------------ | ------------------ | ----- | ----- | ------- |
| Flamengo            | 2001              | 3                   | 1                   | 1                   | —                | —                | —                | —                           | —                           | —                           | —                  | —                  | —                  | 3     | 1     | 1       |
| Flamengo            | 2002              | 21                  | 2                   | 0                   | —                | —                | —                | 6                           | 4                           | 0                           | 31                 | 4                  | 0                  | 58    | 10    | 0       |
| Flamengo            | 2003              | 2                   | 0                   | 0                   | 2                | 0                | 0                | —                           | —                           | —                           | 6                  | 0                  | 0                  | 10    | 0     | 0       |
| Flamengo            | Total             | 26                  | 3                   | 1                   | 2                | 0                | 0                | 6                           | 4                           | 0                           | 37                 | 4                  | 0                  | 71    | 11    | 1       |
| Cruzeiro            | 2003              | 31                  | 2                   | 0                   | —                | —                | —                | 2                           | 0                           | 0                           | —                  | —                  | —                  | 33    | 2     | 0       |
| Cruzeiro            | 2004              | —                   | —                   | —                   | —                | —                | —                | 3                           | 1                           | 0                           | 8                  | 0                  | 0                  | 11    | 1     | 0       |
| Cruzeiro            | Total             | 31                  | 2                   | 0                   | 0                | 0                | 0                | 5                           | 1                           | 0                           | 8                  | 0                  | 0                  | 44    | 3     | 0       |
| Grêmio              | 2004              | 19                  | 3                   | 0                   | —                | —                | —                | 2                           | 0                           | 0                           | —                  | —                  | —                  | 21    | 3     | 0       |
| Grêmio              | Total             | 19                  | 3                   | 0                   | 0                | 0                | 0                | 2                           | 0                           | 0                           | 0                  | 0                  | 0                  | 21    | 3     | 0       |
| Mallorca            | 2004–05           | 7                   | 0                   | 0                   | —                | —                | —                | —                           | —                           | —                           | —                  | —                  | —                  | 7     | 0     | 0       |
| Mallorca            | Total             | 7                   | 0                   | 0                   | 0                | 0                | 0                | 0                           | 0                           | 0                           | 0                  | 0                  | 0                  | 7     | 0     | 0       |
| Racing de Santander | 2005–06           | 33                  | 3                   | 1                   | —                | —                | —                | —                           | —                           | —                           | —                  | —                  | —                  | 33    | 3     | 1       |
| Racing de Santander | 2006–07           | 15                  | 3                   | 0                   | —                | —                | —                | —                           | —                           | —                           | —                  | —                  | —                  | 15    | 3     | 0       |
| Racing de Santander | Total             | 48                  | 6                   | 1                   | 0                | 0                | 0                | 0                           | 0                           | 0                           | 0                  | 0                  | 0                  | 48    | 6     | 1       |
| Almería             | 2007–08           | 34                  | 7                   | 1                   | 1                | 0                | 0                | —                           | —                           | —                           | —                  | —                  | —                  | 35    | 7     | 1       |
| Almería             | Total             | 34                  | 7                   | 1                   | 1                | 0                | 0                | 0                           | 0                           | 0                           | 0                  | 0                  | 0                  | 35    | 7     | 1       |
| Fiorentina          | 2008–09           | 29                  | 2                   | 1                   | 1                | 0                | 0                | 9                           | 0                           | 0                           | —                  | —                  | —                  | 39    | 2     | 1       |
| Fiorentina          | Total             | 29                  | 2                   | 1                   | 1                | 0                | 0                | 9                           | 0                           | 0                           | 0                  | 0                  | 0                  | 39    | 2     | 1       |
| Juventus            | 2009–10           | 29                  | 3                   | 0                   | 2                | 0                | 0                | 9                           | 0                           | 0                           | —                  | —                  | —                  | 40    | 3     | 0       |
| Juventus            | 2010–11           | 29                  | 1                   | 1                   | 2                | 0                | 0                | 7                           | 0                           | 0                           | —                  | —                  | —                  | 38    | 1     | 1       |
| Juventus            | Total             | 58                  | 4                   | 1                   | 4                | 0                | 0                | 16                          | 0                           | 0                           | 0                  | 0                  | 0                  | 78    | 4     | 1       |
| Galatasaray         | 2011–12           | 36                  | 12                  | 1                   | 0                | 0                | 0                | —                           | —                           | —                           | —                  | —                  | —                  | 36    | 12    | 1       |
| Galatasaray         | 2012–13           | 26                  | 1                   | 5                   | —                | —                | —                | 9                           | 0                           | 1                           | —                  | —                  | —                  | 35    | 1     | 6       |
| Galatasaray         | 2013–14           | 30                  | 1                   | 4                   | 8                | 1                | 0                | 8                           | 1                           | 0                           | 1                  | 0                  | 0                  | 47    | 3     | 4       |
| Galatasaray         | 2014–15           | 20                  | 1                   | 1                   | 7                | 1                | 0                | 6                           | 0                           | 0                           | 1                  | 0                  | 0                  | 34    | 2     | 1       |
| Galatasaray         | 2015–16           | 2                   | 0                   | 0                   | —                | —                | —                | —                           | —                           | —                           | 0                  | 0                  | 0                  | 2     | 0     | 0       |
| Galatasaray         | Total             | 114                 | 15                  | 11                  | 15               | 1                | 0                | 23                          | 1                           | 1                           | 2                  | 0                  | 0                  | 154   | 18    | 12      |
| Internazionale      | 2015–16           | 26                  | 1                   | 1                   | 2                | 0                | 0                | —                           | —                           | —                           | —                  | —                  | —                  | 28    | 1     | 1       |
| Internazionale      | 2016–17           | 5                   | 0                   | 0                   | 0                | 0                | 0                | 5                           | 0                           | 0                           | —                  | —                  | —                  | 10    | 0     | 0       |
| Internazionale      | Total             | 31                  | 1                   | 1                   | 2                | 0                | 0                | 5                           | 0                           | 0                           | 0                  | 0                  | 0                  | 38    | 1     | 1       |
| Palmeiras           | 2017              | 10                  | 0                   | 0                   | 3                | 0                | 0                | 4                           | 0                           | 0                           | 15                 | 2                  | 0                  | 32    | 2     | 0       |
| Palmeiras           | 2018              | 29                  | 2                   | 1                   | 5                | 1                | 0                | 8                           | 0                           | 1                           | 16                 | 0                  | 1                  | 58    | 3     | 3       |
| Palmeiras           | 2019              | 24                  | 3                   | 1                   | 4                | 0                | 0                | 9                           | 2                           | 0                           | 12                 | 1                  | 0                  | 49    | 6     | 1       |
| Palmeiras           | 2020              | 15                  | 0                   | 0                   | 4                | 0                | 1                | 6                           | 0                           | 0                           | 15                 | 1                  | 0                  | 42    | 1     | 1       |
| Palmeiras           | 2021              | 24                  | 1                   | 0                   | 2                | 0                | 0                | 8                           | 0                           | 0                           | 10                 | 0                  | 1                  | 44    | 1     | 1       |
| Palmeiras           | Total             | 102                 | 6                   | 2                   | 18               | 1                | 1                | 35                          | 2                           | 1                           | 68                 | 4                  | 2                  | 225   | 13    | 6       |
| Fluminense          | 2022              | 24                  | 0                   | 0                   | 4                | 0                | 0                | 4                           | 0                           | 0                           | 6                  | 0                  | 0                  | 38    | 0     | 0       |
| Fluminense          | 2023              | 19                  | 2                   | 0                   | 3                | 1                | 0                | 12                          | 0                           | 0                           | 13                 | 0                  | 0                  | 47    | 3     | 0       |
| Fluminense          | 2024              | 10                  | 0                   | 0                   | 1                | 0                | 0                | 8                           | 0                           | 0                           | 4                  | 0                  | 0                  | 23    | 0     | 0       |
| Fluminense          | Total             | 53                  | 2                   | 0                   | 8                | 1                | 0                | 24                          | 0                           | 0                           | 23                 | 0                  | 0                  | 108   | 3     | 0       |
| Total na carreira   | Total na carreira | 527                 | 51                  | 19                  | 47               | 3                | 1                | 125                         | 8                           | 2                           | 137                | 8                  | 2                  | 868   | 70    | 24      |

- a. ^ Jogos da Copa do Brasil, Copa del Rey, Coppa Italia e Copa da Turquia
- b. ^ Jogos da Copa Libertadores da América, Copa Sul-Americana, Liga dos Campeões da UEFA e Liga Europa da UEFA
- c. ^ Jogos do Campeonato Carioca, Campeonato Paulista, Campeonato Mineiro, Torneio Rio-São Paulo, Copa dos Campeões, Amistoso, Supercopa da Turquia, Recopa Sul-Americana e Supercopa do Brasil

### Seleção Brasileira
Abaixo estão listados todos jogos e gols do futebolista pela Seleção Brasileira. Abaixo da tabela, clique em expandir para ver a lista detalhada dos jogos de acordo com a categoria selecionada.
Seleção principal
| Ano   |       |      |         |       |
| Ano   | Jogos | Gols | Assist. | Média |
| ----- | ----- | ---- | ------- | ----- |
| 2009  | 15    | 2    | 0       | 0,13  |
| 2010  | 7     | 0    | 1       | 0     |
| Total | 22    | 2    | 1       | 0,09  |

| Gol | Data                | Estádio                 | Adversário     | Placar | Resultado | Competição                                  |
| --- | ------------------- | ----------------------- | -------------- | ------ | --------- | ------------------------------------------- |
| 1.  | 1 de abril de 2009  | Porto Alegre, Brasil    | Peru           | 3–0    | 3–0       | Eliminatórias da Copa do Mundo FIFA de 2010 |
| 2.  | 18 de junho de 2009 | Pretória, África do Sul | Estados Unidos | 1–2    | 3–2       | Copa das Confederações FIFA de 2009         |

## Títulos
Flamengo
- Campeonato Carioca: 2001
- Copa dos Campeões: 2001

Cruzeiro
- Campeonato Mineiro: 2003 e 2004
- Copa do Brasil: 2003
- Campeonato Brasileiro: 2003

Galatasaray
- Süper Lig: 2011–12, 2012–13 e 2014–15
- Supercopa da Turquia: 2012, 2013 e 2015
- Copa da Turquia: 2013–14 e 2014–15

Palmeiras
- Campeonato Brasileiro: 2018
- Campeonato Paulista: 2020
- Copa do Brasil: 2020
- Copa Libertadores da América: 2020 e 2021

Fluminense
- Taça Guanabara: 2022 e 2023
- Campeonato Carioca: 2022 e 2023
- Copa Libertadores da América: 2023
- Recopa Sul-Americana: 2024

Seleção Brasileira
- Copa das Confederações FIFA: 2009

### Prêmios individuais
Fiorentina
- Seleção ideal da temporada na Serie A: 2008–09
- Melhor meio-campista da Serie A: 2008–09

Galatasaray
- Seleção ideal da temporada no Süper Lig: 2011–12, 2012–13 e 2013–14
- Sambafoot - 4º melhor futebolista brasileiro do ano: 2012
- Sambafoot - 4º melhor futebolista brasileiro do ano: 2013
- Sambafoot - 3º melhor futebolista brasileiro do ano: 2014

Palmeiras
- Seleção do Campeonato Paulista: 2017, 2018 e 2020
- Troféu Mesa Redonda: 2018
- Craque da galera do Campeonato Paulista: 2020[69]
- Seleção da Final da Copa do Brasil: 2020